# Kiikala
Kiikala este o fostă comună din Finlanda.